# ヘミングウェイ・レビュー
『ヘミングウェイ・レビュー』は、宝塚歌劇団の舞台作品。星組公演。形式名は「ダンシング・ファンタジー」。24場。
作・演出は草野旦。併演作品は『皇帝』。トップスター・麻路さきの宝塚退団公演である。

## 解説
※『宝塚歌劇100年史（舞台編）』の宝塚大劇場公演参考。
アーネスト・ヘミングウェイを題材とした作品。ヘミングウェイ生誕100周年を記念して、スペインの闘牛、アフリカの大地、カリブの大洋、パリの酒場、戦場など、ヘミングウェイが好んで描いた世界をレビュー・シーンに織り込んだ作品。

## 公演期間と公演場所
- 1998年6月26日 - 8月3日　宝塚大劇場[1]
- 1998年10月10日 - 11月23日　TAKARAZUKA1000days劇場（東京公演）[2]

## スタッフ
※氏名の後ろに「宝塚」「東京」の文字がなければ両劇場共通。
- 作曲・編曲：高橋城/鞍富真一
- 編曲：宮原透
- 音楽指揮：小高根凡平
- 振付：羽山紀代美/尚すみれ/名倉加代子/上島雪夫/伊賀裕子
- 装置：大橋泰弘
- 衣装：任田幾英
- 照明：勝柴次朗
- 音響：加門清邦
- 小道具：万波一重
- 効果：木多美生
- 演出助手：齋藤吉正
- 振付助手：若央りさ（東京）
- 音楽助手：木川新（東京）
- 装置補：新宮有紀
- 衣装補：田口美香/河底美由紀
- 舞台進行：恵見和弘
- 舞台監督：藤村信一（東京）/増田宏幸（東京）/武井隆二（東京）/木村信也（東京）
- 制作：阿古健
- 演奏：宝塚管弦楽団
- 衣装生地提供：株式会社クラレ

## 主な配役
※宝塚・東京共通。
- ヘミングウェイ - 麻路さき
- アグネス、セニョリータS、ラ・マル女S、パレードの歌手 - 星奈優里
- ジョー・ラッセル、マタドールS、アフリカーナ男A、ラ・マル男A、パレードの歌手 - 稔幸
- グレゴリオ、マタドールA、ソルジャーS、アフリカーナ男A、ラ・マル男A、パレードの歌手 - 絵麻緒ゆう
- ヘルズ・エンジェル、マタドール、ラティーナA、ブラック・キャッツ、猫・ヘルズ・エンジェル、ゲルニカン・ヘルズ・エンジェル、ラ・マル男A、パレードの歌手 - 彩輝直
- ヘルズ・エンジェル、マタドール、ラティーナA、ブラック・キャッツ、ゲルニカン・ヘルズ・エンジェル、ラ・マル男A、パレードの歌手 - 音羽椋